# Ngô Hiền phi (Minh Tuyên Tông)
Hiếu Dực Chương Hoàng hậu (chữ Hán: 孝翼章皇后; 19 tháng 6, 1397 - 16 tháng 1, 1462), thông gọi Tuyên Miếu Ngô Hiền phi (宣廟吳賢妃), là phi tần của Minh Tuyên Tông Tuyên Đức Đế, sinh mẫu của Minh Đại Tông Cảnh Thái Đế.

## Tiểu sử
Ngô thị sinh ngày 16 tháng 5 (âm lịch) năm Hồng Vũ thứ 30 triều Minh Thái Tổ, người huyện Đan Đồ, phủ Trấn Giang (nay là thị cấp tỉnh Giang Tô), con gái của Ngô Ngạn Danh (吴彦名), mẹ là Thần thị (神氏), có em trai tên Ngô An (吴安).
Năm Vĩnh Lạc thứ 12 (1412), tuyển triệu nhập Dịch đình, tuổi khi 16, vào Thanh cung hầu hạ Hoàng thái tôn (tức Minh Tuyên Tông). Năm Tuyên Đức thứ 3 (1428), hạ sinh thứ tử Chu Kỳ Ngọc, phong Hiền phi (賢妃). Theo Tội duy lục (罪惟录), Ngô thị vốn là thiếp của Chu Cao Hú, khi Tuyên Tông giết Cao Hú, chiếm lấy Ngô thị mà sinh ra Chu Kỳ Ngọc, do vậy Ngô thị luôn bị đem giấu ở ngoài cung. Đến khi Tuyên Tông sắp băng mới cho triệu vào. Chu Kỳ Ngọc được phong tước vị Thành vương.
Sau Sự biến Thổ Mộc bảo, Minh Anh Tông Chu Kỳ Trấn bị bắt, Thành vương Chu Kỳ Ngọc do sự vận động của Tôn Thái hậu mà lên ngôi, tức Cảnh Thái Đế. Anh Tông từ xa trở thành Thái thượng hoàng. Tân hoàng đế tôn đích mẫu Hoàng thái hậu Tôn thị làm Thượng Thánh hoàng thái hậu, còn sinh mẫu Hiền phi Ngô thị làm Hoàng thái hậu, không có phong hiệu để tỏ đích thứ phân biệt. Đây là trường hợp lần đầu tiên trong lịch sử, nhà Minh có cùng lúc 2 vị Thái hậu. Sau Sự biến Đoạt môn, Anh Tông phục vị, giáng Ngô thị làm Tuyên Miếu Hiền phi (宣廟賢妃).
Năm Thiên Thuận thứ 5 (1462), ngày 16 tháng 12 (âm lịch), Ngô Hiền phi qua đời, thụy hiệu Vinh Tư (榮思).
Hoằng Quang Đế Chu Do Tung nhà Nam Minh truy thụy cho bà là Hiếu Dực Ôn Huệ Thục Thận Từ Nhân Khuông Thiên Tích Thánh Chương Hoàng  hậu (孝翼溫惠淑慎慈仁匡天錫聖章皇后).